# Коблин
Коблин (укр. Коблин) — село в Млиновской поселковой общине Дубенского района Ровненской области Украины.
До 2020 года входило в Млиновский район.
Население по переписи 2001 года составляло 73 человека. Почтовый индекс — 35154. Телефонный код — 3659. Код КОАТУУ — 5623887102.